# Hans Joachim Schneider
Hans Joachim Schneider (* 14. November 1928 in Biedenkopf, Hessen; † 18. Juni 2015) war ein deutscher Rechtswissenschaftler, Kriminologe und Psychologe. Er lehrte als Professor für Kriminologie an der Universität Münster.

## Leben
Hans Joachim Schneider studierte Rechtswissenschaft in Marburg, Frankfurt/Main und Köln. 1957 promovierte er in Köln. In den folgenden Jahren studierte er noch Psychologie, Pädagogik und Soziologie in Freiburg und Basel. Das Studium schloss er 1967 mit einem Diplom in Psychologie ab. 1971 habilitierte er sich an der Universität Hamburg in den Fächern Kriminologie, Jugendstrafrecht und Strafvollzug. Im gleichen Jahr wurde er an die Universität Münster berufen und dort zum Professor für Kriminologie, Rechtspsychologie und Strafrecht ernannt. Schneider heiratete Hildegard Schneider (geborene Schneider). Mit ihr hatte er eine Tochter und einen Sohn. Seine Tochter Ursula Schneider wurde am 19. Mai 2008 zur Richterin am Bundesgerichtshof ernannt. Schneider blieb bis zu seiner Emeritierung im Jahr 1994 in Münster. Nach seiner Emeritierung lehrte Schneider als Gastprofessor an der Universität Lodz in Polen.

## Wirken
Hans Joachim Schneider war:
- Seit 1971 Direktor der Abteilung Kriminologie des Instituts für Kriminalwissenschaften in Münster;
- von 1979 bis 1985 Erster Präsident der Weltgesellschaft für Viktimologie (World Society of Victimology);
- von 1980 bis 1985 Direktoriumsmitglied der Internationalen Gesellschaft für Kriminologie in Paris;
- von 1981 bis 1987 Kriminologie-Experte in dem Sachverständigen-Sonderausschuss des Europarats („Stellung des Opfers im Strafrecht und Strafverfahren“);
- im Jahr 1984 Gutachter für „Frauen als Verbrechensopfer“ für die Vereinten Nationen;
- seit 1989 Mitglied einer unabhängigen Regierungskommission der Bundesregierung zur Verhinderung und Bekämpfung von Gewalt.

## Ehrungen
- Verleihung des Ehrendoktors der Rechtswissenschaftlichen Fakultät der Universität Lodz in Polen im Jahr 1987.
- Auf dem 12. Internationalen Kongress für Kriminologie in Seoul/Korea im Jahr 1998 erhielt Prof. Schneider als erster Deutscher den Hermann-Mannheim-Preis des Internationalen Zentrums für Vergleichende Kriminologie.[2]
- Schneider war Ehrenmitglied ausländischer kriminologischer Gesellschaften.

## Schriften (Auswahl)
- Das Geschäft mit dem Verbrechen. Massenmedien und Kriminalität. Kindler, München 1980, ISBN 978-3-463-00781-6.
- Kriminologie, Jugendstrafrecht, Strafvollzug. Zweite Auflage, Beck. München 1982, ISBN 978-3-406-07616-9.
- Einführung in die Kriminologie. Dritte Auflage, de Gruyter, Berlin/New York 1993, ISBN 978-3-11-009756-6.
- Kriminologie der Gewalt. Hirzel, Stuttgart/Leipzig 1994, ISBN 978-3-7776-0608-8.
- Kriminologie für das 21. Jahrhundert. Schwerpunkte und Fortschritte der internationalen Kriminologie. Überblick und Diskussion. Lit-Verlag, Münster/Hamburg/Berlin 2001, ISBN 978-3-8258-5682-3.
- Kriminologie. Ein internationales Handbuch. Band 1: Grundlagen. De Gruyter. Berlin, Boston 2014, ISBN 978-3-11-024826-5